# Ducado de Bournonville
El ducado de Bournonville es un título nobiliario español con Grandeza de España. Fue creado como título de Castilla por el rey Felipe V por real despacho, el 21 de febrero de 1717, con carácter personal y vitalicio, en favor de Miguel José de Bournonville, príncipe de Bournonville, para recompensar el apoyo que esta casa noble flamenca le había prestado durante la Guerra de Sucesión. En 1739 fue declarado perpetuo por el mismo rey, que dio también Real Facultad el 17 de septiembre de dicho año para que el concesionario pudiera adoptar como hijo a su sobrino Francisco José de Bournonville y pudiera designarle por sucesor.
Anteriormente, era principado en Flandes, creado por Felipe IV de España sobre la tierra de Buggenhout, en los Países Bajos Españoles, mediante real despacho dado en Madrid el 12 de julio de 1658, a favor de Alejandro de Bournonville, III conde de Hennin-Liétard (en el Artois), general del ejército imperial y de los de S.M. Católica, gobernador y capitán general del Artois, virrey de Cataluña y de Navarra, caballero del Toisón de Oro.

## Duques de Bournonville

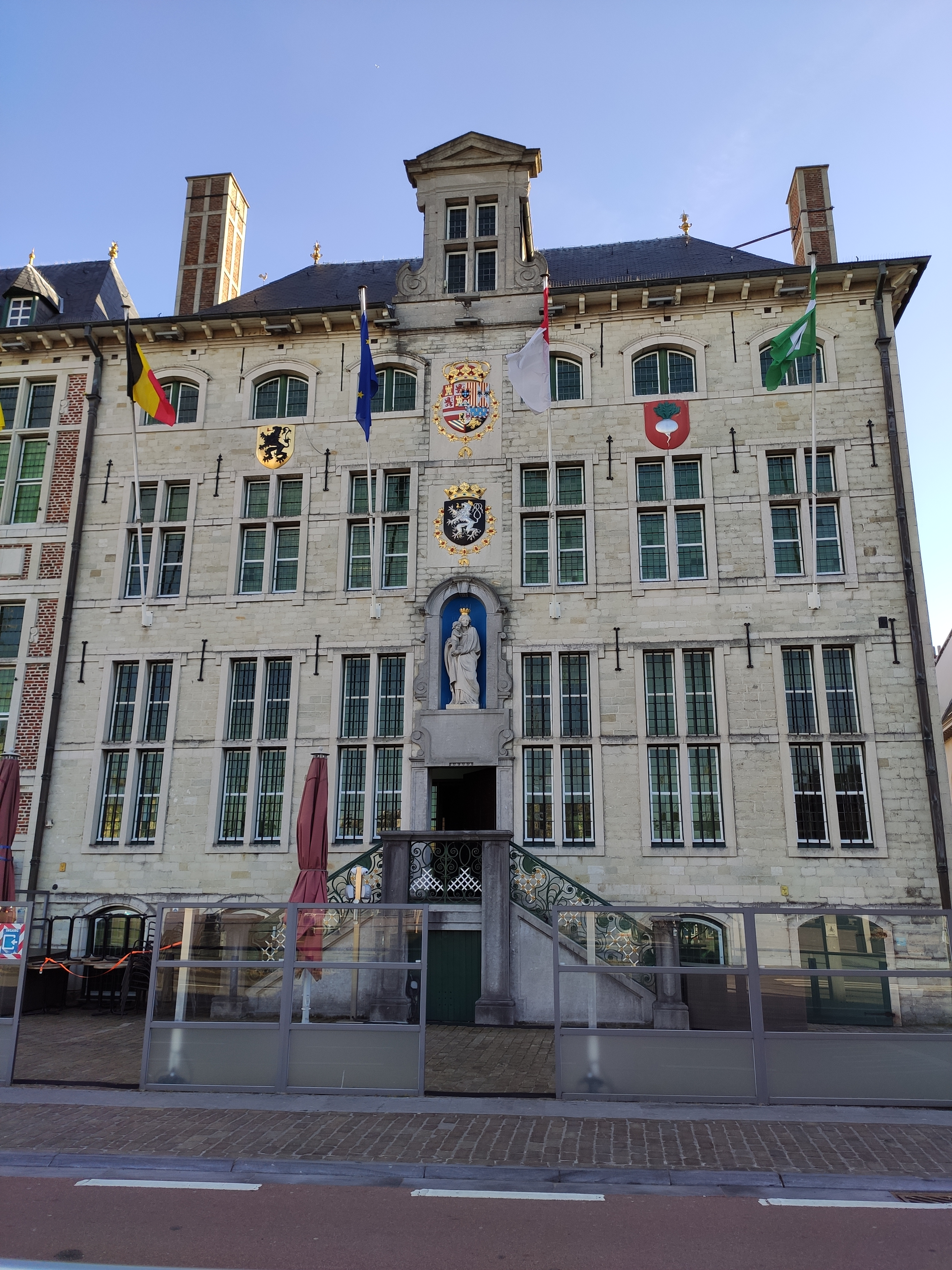
Armas del ducado, en negro, en San Nicolás, Flandes

|                       | Titular                                                          | Periodo               |
| Creación por Felipe V | Creación por Felipe V                                            | Creación por Felipe V |
| --------------------- | ---------------------------------------------------------------- | --------------------- |
| I                     | Miguel José de Bournonville                                      | 1717-1752             |
| II                    | Francisco José de Bournonville                                   | 1752-1769             |
| III                   | Maximiliano Casimiro de Bournonville                             | 1769-1791             |
| IV                    | Ana Francisca de Bournonville                                    | 1791-1792             |
| V                     | Pedro de Alcántara de Silva Fernández de Híjar y Abarca de Bolea | 1792-1808             |
| VI                    | Agustín Pedro de Silva Fernández de Híjar y Palafox              | 1808-1817             |
| VII                   | Francisca Javiera de Silva y Fitz-James Stuart                   | 1817-1818             |
| VIII                  | José Rafael de Silva Fernández de Hijar Portugal y Palafox       | 1818-1863             |
| IX                    | Agustín de Silva Bernuy y Valda                                  | 1864-1872             |
| X                     | Jaime de Silva y Campbell                                        | 1884-1925             |
| XI                    | José Guillermo de Silva y Mitjans                                | 1926-1961             |
| XII                   | Jaime de Silva y Mitjans                                         | 1961-1963             |
| XIII                  | Jaime de Silva y Agrela                                          | 1963-1977             |
| XIV                   | Álvaro de Silva y Mora                                           | 1977-actual titular   |

## Historia de los duques de Bournonville
- Miguel José de Bournonville (30 de junio de 1672-2 de octubre de 1752), príncipe y I duque de Bournonville,[1] teniente general y caballero de la Orden del Toisón de Oro.[2] En 1739 obtuvo la perpetuación del ducado, y facultad para adoptar a su sobrino Francisco José de Bournonville, que le sucedió en el título:

- Francisco José de Bournonville (m. 29 de septiembre de 1769), II duque de Bournonville,[1] teniente general y caballero de la Orden del Toisón de Oro.[2]

Casó, el 29 de septiembre de 1739, con Benedicte d'Ursel (m. 1778). Sucedió su hermano:
- Maximiliano Casimiro de Bournonville (m. 10 de mayo de 1791), III duque de Bournonville,[1] general y gobernador de Charleroi.[2] Le sucedió su hermana:[1]

- Ana Francisca de Bournonville (m. 20 de septiemnbre de 1791), IV duquesa de Bournonville.[1][2] Le sucedió, en dicho año, un pariente de una rama colateral:[2]

- Pedro Pablo de Alcántara Fadrique de Silva Fernández de Híjar y Abarca de Bolea  (Villarrubia de los Ojos, 25 de noviembre de 1741-Madrid, 23 de febrero de 1808),[3] V duque de Bournonville,[4]   XIII duque de Lécera,[5] IX duque de Híjar,[4] XV conde de Ribadeo,[3] VIII conde de Vallfogona,[3] IX duque de Aliaga,[6] V duque de Almazán,[3] V marqués de Rupit,[7] VII marqués de Orani,[3] VII conde de Guimerá,[3] XIII conde de Salinas,[3] IX marqués de Almenara,[3] XIII marqués de Montesclaros, X conde de Palma del Río, XV conde de Belchite, XVII vizconde de Ebol, vizconde de Illa, de Canet, de Alquerforadat, de Ansovell, IX conde de Aranda, VI marqués de Torres de Aragón, VI marqués de Vilanant,[3] IX conde de Castellflorit. Era hijo de Joaquín Diego de Silva Fernández de Híjar, duque de Híjar, VIII duque de Aliaga, XII conde de Salinas, XIV conde de Ribadeo, VI marqués de Orani, etc., y de María Engracia Abarca de Bolea y Pons de Mendoza.[3]

Casó el 16 de julio de 1761 con Rafaela de Palafox y Croy d'Havré y Centurión (1744-1777), hija de Joaquín Felipe de Palafox y Centurión, IX marqués de La Guardia, IX marqués de Guadalest, VI marqués de Armunia, VI marqués de Ariza, IV conde de Santa Eufemia y de su segunda esposa, María Ana Carlota de Croy d'Havré y Lanti de la Róvere. Le sucedió su hijo:
- Agustín Pedro de Silva Fernández de Híjar y Palafox (14 de septiembre de 1873-12 de diciembre de 1817), VI duque de Bournonville,[2] XIV duque de Lécera,[5] X duque de Híjar,[6] XVI conde de Ribadeo,[9] IX conde de Vallfogona,[9] X duque de Aliaga,[6] VI duque de Almazán,[9] VI marqués de Rupit,[9] marqués de Almenara, XIV marqués de Montesclaros, XI conde de Palma del Río,[9] XIX conde de Belchite,[9] XIV conde de Salinas,[9] VIII conde de Guimerá,[9] XII conde de Aranda,[9]  VII marqués de Torres de Aragón, VII marqués de Vilanant,[9] X conde de Castellflorit, XVIII vizconde de Ebol, vizconde de Illa, de Canet, de Alquerforadat y de Ansovell, académico de número de la Real Academia Española, gentilhombre de cámara con ejercicio y servidumbre, caballero de la Orden del Toisón de Oro y gran cruz de Carlos III.[9]

Casó el 24 de enero de 1790, en Madrid, con María Fernanda Fitz-James Stuart y Stölberg, hija de Carlos Bernardo Fitz-James Stuart y Silva, XI marqués de la Jamaica, IV duque de Berwick, IV duque de Liria y Jérica, XI duque de Veragua, X duque de la Vega de la Isla de Santo Domingo, VI marqués de Tarazona, V marqués de San Leonardo, marqués de la Mota, XIII conde de Gelves, VIII conde de Ayala, XII conde de Monterrey, y de Carolina Augusta zu Stolberg-Gedern, princesa de Hornes. Le sucedió su hija:
- Francisca Javiera de Silva y Fitz-James Stuart (1795-16 de septiembre de 1818), VII duquesa de Bournonville,[2] XV duquesa de Lécera,[5] XI duquesa de Híjar,[6] XVII condesa de Ribadeo,[9] X condesa de Vallfogona,[9] XI duquesa de Aliaga,[10] VII marquesa de Rupit,[9] VII duquesa de Almazán,[9] VIII marquesa de Orani, marquesa de Almenara, XV marquesa de Montesclaros, XII condesa de Palma del Río, XX condesa de Belchite,[9] XV condesa de Salinas,[9] IX condesa de Guimerá,[9] XIII condesa de Aranda,[9] XI conde de Castellflorit, VIII marquesa de Torres de Aragón, VIII marquesa de Vilanant,[9] XIX vizcondesa de Ebol, vizcondesa de Illa, de Canet, de Alquerforadat y de Ansovell.  Murió soltera sin descendientes. Le sucedió el hermano de su padre, su tío carnal:[1]

- José Rafael Fadrique de Silva Fernández de Híjar y Palafox (Madrid, 29 de marzo de 1776-Madrid, 16 de septiembre de 1863), VIII duque de Bournonville,[2] XVI duque de Lécera,[5] XII duque de Híjar,[6] XVIII conde de Ribadeo,[9] XI conde de Vallfogona,[9] XII duque de Aliaga,[5] VIII marqués de Rupit,[9] VIII duque de Almazán,[9] VIII marqués de Orani,[9]  marqués de Almenara, XVI marqués de Montesclaros, XIII conde de Palma del Río, XXI conde de Belchite,[9]  XVI conde de Salinas,[9]  X conde de Guimerá,[9]  XIV conde de Aranda,[9]  XII conde de Castellflorit, IX marqués de Torres de Aragón, IX marqués de Vilanant,[9] XI vizconde de Alquerforadat,[9]  XX vizconde de Ebol, Sumiller de Corps de los reyes Fernando VII e Isabel II, caballero de la Orden del Toisón de Oro, Orden de Carlos III|gran cruz de Carlos III y senador.[9]

Casó el 9 de agosto de 1801, en Madrid, con Juana Nepomucena Fernández de Córdoba Villarroel y Spínola de la Cerda, VIII condesa de Salvatierra, VII marquesa del Sobroso, marquesa de Loriana, marquesa de Baides, X marquesa de Jódar, marquesa de la Puebla de Ovando, VI marquesa de Valero, VII marquesa de San Vicente del Barco, VII marquesa de Fuentehoyuelo, vizcondesa de Villatoquite, hija de José Fernández de Córdoba Sarmiento de Sotomayor, VII conde de Salvatierra, V marqués de Valero, IX marqués de Baides, IX marqués de Jódar, etc., y de su segunda esposa, María Antonia Fernández de Villarroel y Villacís Vargas y Manrique. En 1864, le sucedió su nieto, hijo de Cayetano de Silva y Fernández de Córdoba (1805-1865), XVII duque de Lécera,, etc., y de su esposa María Soledad Bernuy y Valda, hija de Ana Agapita de Valda y Teigeiro, IX marquesa de Valparaíso y marquesa de Albudeite.
- Agustín de Silva Bernuy y Valda (Madrid, 10 de mayo de 1822-16 de mayo de 1872), IX duque de Bournonville,[2][13] XVIII duque de Lécera,[5] XIV duque de Híjar, XX conde de Ribadeo,[14] IX marqués de Rupit,[14] XIX conde de Salinas, X marqués de Orani,[14] VIII marqués de San Vicente del Barco, marqués del Sobroso, XV marqués de Almenara, XIV conde de Aranda, conde de Castellflorit, X conde de Salvatierra, vizconde de Alquerforadat, vizconde de Ebol, príncipe della Portella.

Casó el 5 de enero de 1852, en Madrid, con su tía, Luisa Ramona Fernández de Córdoba y Vera de Aragón, hija de Francisco de Paula Fernández de Córdoba y Lasso de la Vega, XIX conde de la Puebla del Maestre, y de María Manuela de Vera de Aragón y Nin de Zatrillas, marquesa de Peñafuerte. Sin descendientes, en 1884, le sucedió su primo hermano:
- Jaime de Silva y Campbell (Vernet-les-Bains, 24 de septiembre de 1852-19 de noviembre de 1925), X duque de Bournonville,[2][1] XIX duque de Lécera,[15][16] dos veces grande de España, caballero de la Real Maestranza de Caballería de Zaragoza, Gran Cruz de Carlos III, gentilhombre de cámara con ejercicio y servidumbre y senador por la provincia de Cádiz y senador vitalicio.[17]
- Casó el 5 de enero de 1885, en Madrid, con Agustina Mitjans y Manzanedo (1859-1956), dama de la reina,[16] hija de Francisco de Paula Mitjans y Colinó y de Josefa Manzanedo e Intentas, II marquesa de Manzanedo, dama de la Reina Victoria Eugenia de España. En 25 de mayo de 1926, le sucedió su hijo:[1]

- José Guillermo de Silva y Mitjans (Madrid, 14 de mayo de 1895-29 de enero de 1961),[12] XI duque de Bournonville [2][1] y XII conde de Vallfonga (rehabilitado en 1921).[12]

Casó el 8 de septiembre de 1938 con Gloria Mazorra y Romero. Sin descendencia, en el 25 de diciembre de 1961, sucedió su hermano:
- Jaime de Silva y Mitjans (Madrid, 8 de junio de 1893-Madrid, 24 de abril de 1975),[18] XII duque de Bournonville,[2][1] XX duque de Lécera,[5] XIX conde de Salinas (real decreto de rehabilitación de 8 de marzo de 1918)[16] VIII marqués de Fuentehoyuelo (por rehabilitación en 1921), X marqués de Rupit, XII marqués de las Torres, XI marqués de Vilanant (por rehabilitación a su favor en 1921), VIII conde de Castellflorit, (rehabilitado a su favor en 1921), XII vizconde de Alquerforadat y vizconde de Ebol, gentilhombre grande de España con ejercicio y servidumbre del rey Alfonso XIII.

Casó el 26 de abril de 1919 con María del Rosario Agrela y Bueno (Granada, 1897-Madrid, 29 de julio de 1953), II condesa de Agrela, hija de Mariano Agrela y Moreno, I conde de Agrela, y de Leticia Bueno Garzón, también dama de la reina Victoria Eugenia de España e íntima amiga y confidente de esta. En 24 de mayo de 1963, por cesión, le sucedió su hijo:
- Jaime de Silva y Agrela (1910-1996), XIII duque de Bournonville,[2][1][20][2] XXI duque de Lécera,[15] XX conde de Salinas por cesión paterna (decreto del 25 de mayo de 1951),[16] IX marqués de Fuentehoyuelo,[16] XIII marqués de las Torres, XI marqués de Rupit, IX conde de Castellflorit, XIII conde de Vallfogona, III conde de Agrela (rehabilitación 1985), XV vizconde de Alquerforadat.

Casó el 29 de junio de 1945 con Ana María de Mora y Aragón (1921-2006), hija de Gonzalo de Mora, IV marqués de Casa Riera, y hermana de Fabiola de Mora y Aragón, anterior reina consorte de los belgas. En 1977, por cesión, le sucedió, su hijo:
- Álvaro de Silva y Mora (n. Madrid, 25 de marzo de 1949),[12] XIV duque de Bournonville.[2][21]

Casó el 30 de junio de 1977, con Mercedes de Soto y Falcó, hija de Fernando de Soto y Colón de Carvajal, VII conde de Puertohermoso, y Mercedes Falcó y Anchorena, VIII duquesa del Arco, grande de España, y IX marquesa de Noguera, padres de Álvaro, Rocío y Jaime de Silva y Soto.